# Diego Valencia
Diego Martín Valencia Morello (ur. 14 stycznia 2000 w Viña del Mar) – chilijski piłkarz występujący na pozycji napastnika lub skrzydłowego, reprezentant Chile, od 2023 roku zawodnik greckiego Atromitosu.